# Discosia artocreas
Discosia artocreas är en svampart som först beskrevs av Tode, och fick sitt nu gällande namn av Elias Fries 1849. Discosia artocreas ingår i släktet Discosia och familjen Amphisphaeriaceae.  Arten är reproducerande i Sverige. Inga underarter finns listade i Catalogue of Life.